# Дарящие надежду
Благотворительный фонд помощи животным «Дарящие надежду» — зоозащитная организация, по оценке некоторых[кто?] СМИ, одна из крупнейших среди действующих на территории России.
Фонд учреждён в декабре 2010 года группой граждан России и немецкой организацией помощи собакам в России Hundehilfe Russland.
В попечительский совет фонда входят актёры: председатель Леонид Ярмольник, Андрей Макаревич, Евгений Миронов, Михаил Пореченков, Константин Хабенский, Елена Яковлева; главный детский специалист-хирург Минздрава России Владимир Розинов; Оксана Ярмольник. В общественный совет фонда входят, в том числе, певицы Татьяна и Елена Зайцевы.
Председателем правления фонда является Юлия Кукунова, директором фонда — Наталья Юницына.
Основной территорией деятельности фонда является Россия. Часть бездомных животных передаётся новым хозяевам за пределы России, что образует международный сегмент деятельности фонда.

## Цели и задачи
Основной своей целью фонд декларирует принятие комплекса мер, в результате которых на улицах и, в перспективе, в приютах не должно быть безнадзорных и бездомных животных.
Фонд декларирует следующие основные задачи:
- пропаганда гуманного, ответственного отношения к домашним животным;
- объединение конструктивных зоозащитных сил;
- привлечение населения к решению проблемы бездомных животных гуманными способами (пристройство животных из приютов, стерилизация);
- участие в реформировании и совершенствовании законодательства о защите животных;
- ведение конструктивного диалога с органами власти и местного самоуправления;
- популяризация приютских животных, социальная реклама;
- внедрение комплексного решения проблемы бездомных животных в Москве и других регионах.

## Реализуемые проекты
- Проект стерилизации[7].
- Проект «Ищу хозяина»[8][9][10].
- Проект "Временный дом.
- Проект «Чистый дом»

## Мероприятия
Фонд регулярно участвует в выставках собак и кошек, а также организует свои выставки, для пристройства животных и сбора средств для благотворительной помощи животным.
С 2012 года каждый год фонд проводит шествие «Дворянское собрание», приуроченное к Всемирному дню защиты животных. Целью публичного мероприятия является привлечение общественного внимания к проблемам безнадзорных и бездомных животных.

## Финансирование
Фонд осуществляет свою деятельность исключительно за счёт пожертвований. Сбор пожертвований осуществляется через ящики, установленные в помещениях организаций — партнёров фонда, на мероприятиях, а также посредством фандрайзинга в социальных сетях. В 2011 году сумма пожертвований составила 544740,60 руб., а в 2012 — 2523206,28 руб.

## Взаимодействие с органами государственной власти

##### Защита животных от жестокого обращения
14 февраля 2013 года Московский областной суд удовлетворил требования фонда о признании незаконным применения ООО «Дмитровское благоустройство» препарата «Адилин» на территории г. Дмитров Московской области при поддержании численности животных на оптимальном уровне.

##### Общественный совет при ДЖКХиБ города Москвы
Председатель попечительского совета фонда Леонид Ярмольник является заместителем председателя Общественного совета по проблемам регулирования численности безнадзорных и бесхозяйных животных в городе Москве при Департаменте жилищно-коммунального хозяйства и благоустройства города Москвы.

## Признание и награды
1 ноября 2012 года при оглашении лауреатов SPEAR’S Russia Wealth Management Awards 2012 фонду была вручёна специальная награда как благотворительному проекту года.